# Rainneville
Rainneville är en kommun i departementet Somme i regionen Hauts-de-France i norra Frankrike. Kommunen ligger i kantonen Villers-Bocage som tillhör arrondissementet Amiens. År 2022 hade Rainneville 1 085 invånare.

## Befolkningsutveckling
Antalet invånare i kommunen Rainneville
| Referens: INSEE |